# Abraham Mintchine
 (mars 2015).
Si vous disposez d'ouvrages ou d'articles de référence ou si vous connaissez des sites web de qualité traitant du thème abordé ici, merci de compléter l'article en donnant les références utiles à sa vérifiabilité et en les liant à la section « Notes et références ».

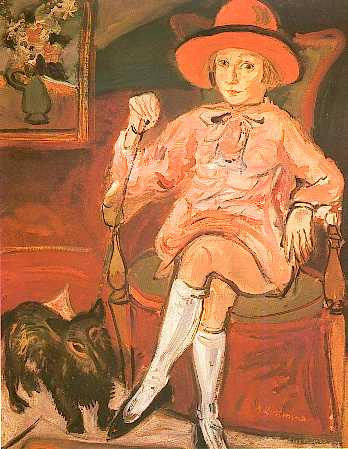
Fille de Louise Manteau, huile sur toile, 92x73 cm

Abraham Mintchine, né à Kiev (Ukraine) le 4 avril 1898 et mort le 25 avril 1931 à La Garde (France), est un Peintre ukrainien.

## Biographie
À treize ans, Abraham Mintchine est apprenti chez un orfèvre de Kiev. Il commence à peindre à l'âge de seize ans. En 1923, il quitte la Russie pour Berlin où il s'occupe de scénographie et dessine des costumes pour le théâtre juif. Lors de sa première exposition berlinoise en 1925, Mintchine présente des œuvres que les critiques définissent d'un style proche du cubisme. Un seul tableau de l'époque a survécu (Musée de Tomsk, Russie). Il arrive à Paris en 1925 Premières expositions en 1929 à la Galerie Manteau et chez Léopold Zborowski qui l'accueille comme un frère. Depuis plusieurs expositions ont été organisées en Italie, France, Israël, Angleterre.

## Expositions
- 1925 : Berlin
- 1929 : Galerie Manteau Paris
- 1929 : Galerie Zborowski Paris
- 1931 : Rétrospective au Salon des Tuileries
- 1938 : Rétrospective à l'Union des artistes juifs
- 1947 : Exposition Mintchine et Lurçat Galerie Gimpel Fils Londres
- 1950 : Galerie Zak Paris
- 1956 : Galerie Gimpel Fils Londres
- 1958 : Galerie Hirsch & Adler New York
- 1960 et 1964 : Galerie MC Roberts and Tunnard Londres
- 1969 et 1989 : Galerie Lorenzelli Bergame
- 1981 : Galerie Compagnia del Disegno Milan
- 1986 : Régine's Gallery Rome
- 1998 : Galerie Di Veroli Paris
- 1999 : Rétrospective au Mané-Katz Museum Haifa
- 2000 : Rétrospective au Musée du Montparnasse Paris
- 2004 : Galerie Michelangelo Bergame
- 2009 : Rétrospective au Musée du Donjon Niort
- 2011 : Galerie Di Veroli Paris (Paysages)
- 2012 : Galerie Di Veroli Paris (Portraits)
- 2014 : Galerie Di Veroli Paris (Paysages urbains)
- 2015 : Galerie Di Veroli Paris (Œuvres choisies)

Ses œuvres sont conservées dans des grandes collections et plusieurs musées parmi lesquels la Tate de Londres, le musée d'Israël de Jérusalem, le musée d'art de Tel Aviv, le musée d'art et d'histoire du judaïsme de Paris, le musée Bernard-d'Agesci à Niort, le musée de Grenoble, le musée de Leicester.
Un catalogue raisonné a été rédigé en 1981 par Massimo Di Veroli, ainsi que des compléments en 1989 et 2005.en 2022 mise en ligne du catalogue raisonné par Massimo et Giovanni Di Veroli:mintchinesociety.org